# 裏切りの街
『裏切りの街』（うらぎりのまち）は、三浦大輔による戯曲、またNTTドコモが提供する動画配信サービスdTVで2016年2月1日から配信されているオリジナルドラマ。全6話。

## 舞台
パルコ・プロデュース作品として書き下ろし。2010年、東京・渋谷のPARCO劇場（5月7日 - 30日）にて初演され、その後大阪の森ノ宮ピロティホール（6月5日・6日）、福岡の福岡市民会館大ホール（6月8日）で公演された。怠慢と倦怠な日常の中、「身のない浮気」を繰り返す主婦と年下男性を描く。
2022年には東京・新国立劇場 中劇場とCOOL JAPAN PARK OSAKA WWホールで再演される。
日本のパンク・ロック・バンドである銀杏BOYZが劇中音楽をはじめて手掛けた。2010年に劇伴全曲集『SEX CITY〜セックスしたい〜』が発売されている。なお、主題歌である「ピンクローター」はドラマ版・映画版でも同じく主題歌となっている。

### キャスト（2010年舞台）
- 橋本智子（専業主婦） - 秋山菜津子[7]
- 菅原裕一（フリーター） - 田中圭[7]
- 鈴木里美（菅原の恋人・会社員） - 安藤サクラ[7]
- 田村修（浩二の部下） - 古澤裕介[7]
- 今井伸二（菅原の友人） - 米村亮太朗[7]
- 根本裕子（智子の妹） - 江口のりこ[7]
- 橋本浩二（智子の夫・サラリーマン） - 松尾スズキ[7]

### キャスト（2022年舞台）
- 菅原裕一（フリーター） - 高木雄也（Hey! Say! JUMP）[3]
- 橋本智子（専業主婦） - 奥貫薫 [3]※奥貫薫登板まで呉城久美[3]代役
- 鈴木里美（菅原の恋人・会社員） - 萩原みのり[3]
- 田村修（浩二の部下） - 米村亮太朗[3]
- 今井伸二（菅原の友人） - 中山求一郎[3]
- 根本裕子（智子の妹） - 呉城久美[3] ※奥貫薫登板まで日高ボブ美[3]
- 橋本浩二（智子の夫・サラリーマン） - 村田秀亮（とろサーモン）[3]

## ドラマ・映画
dTVオリジナル作品では初となるR15作品で、専業主婦と年下男性による禁断の恋を描いた不倫ドラマ。舞台版と同じく三浦が監督・脚本を務めるが、舞台にはないオリジナルの結末が新たに加えられている。
dTVオリジナル作品の中では初めて4K配信にも対応しており、三浦にとってゆかりのある中央線沿線エリアを中心に撮影された。
ドラマは2016年2月の月間視聴ランキングで1位を獲得。過激な官能シーンが話題を呼んだが、それだけではなく、人間の本質を描いたテーマ性やリアリティーを追求した演出が高く評価され、劇場関係者の目に留まったことからドラマ版とは異なる編集を行った劇場版の公開が決定。2016年11月12日から東京・新宿武蔵野館で2週間限定公開された後、全国で順次公開された。

### あらすじ（映画版）
7月、フリーターの若者・菅原裕一は恋人・鈴木里美と東京のアパートで同棲しながら“ヒモ男”として怠惰な生活を送っていた。ある日他の女とエッチがしたくなった裕一はネットの出会い系サイトを通じて“トモ”と名乗る年上の女と会うため
荻窪へと向かう。お互いプロフィールを誤魔化して会った裕一と中年女性・橋本智子はしばらく会話をするが、それだけで満足した彼女は連絡先を教えて帰ってしまう。
智子には夫・浩二がおり、夫はいい人で夫婦生活に不満らしい不満もなく夜の営みもあったが、どこか物足りなさを感じていた。1週間後、裕一は智子の携帯電話に連絡して再会すると、彼女は人妻であることを打ち明け裕一も恋人がいることを告げる。会話で打ち解けた裕一と智子は、気兼ねなくいつでも連絡を取れるよう携帯電話のメアドを交換する。3回目の“デート”で裕一と智子は男女の関係となり、時々里美と浩二に嘘をついて2人で会っては気軽に不倫を楽しむようになる。
9月いつものように智子に会った裕一は、彼女から妊娠が発覚したが夫に内緒で堕ろすことにしたことを告げられる。後日裕一は男のけじめとして智子の堕胎手術費用を出すと同時に不倫関係を終わらせることを告げ彼女もそれを受け入れる。しかし帰宅後智子は、母子手帳を見つけた浩二に妊娠を知られて「俺の子生んでくれるよね？」と言われ、「堕ろす」とは言えずつい頷いてしまう。実は数日前智子のメールを覗いていた浩二は妻と裕一の浮気に気づいており、彼を街に呼び出すことに。
後日浩二から不倫関係がいつからを尋ねられた裕一は“お腹の子は俺の子かも”と思いながらも勇気が出ず「1ヶ月前からです」と答える。安堵した浩二は、「実は俺も他の女と浮気してたから罪悪感を持たなくていい」と裕一に伝えてその場を後にする。裕一は智子との関係を解消するが、直後に友人から「里美に誤って不倫の話をしてしまった」とのメールが届く。里美に謝る裕一だが、彼女は「実は私も彼(裕一の友人)と浮気した」と告白し、話し合いの末お互いに「もう浮気しない」と約束してよりを戻す。

## キャスト（ドラマ）
菅原裕一
演 - 池松壮亮
東中野在住。フリーターで一応バイトしているが休むことも多いため、恋人である里美のヒモ状態。だらしない性格でチャラい口調で話しており、日中も自宅でだらだら過ごしている。テレビ好きでバラエティ番組を主に見ている。時々母親から留守電にメッセージがかかってきているが基本的に無視している。出会い系サイトのプロフィールでは、“カトウイサム”という偽名を使い「マスコミ関係の仕事をしている」ことにし、智子と出会い恋愛感情のない気軽な浮気をするようになる。ちなみに携帯電話のメールの智子の宛先の欄は「おばさん」と表記している。
橋本智子
演 - 寺島しのぶ
今年で40歳になる専業主婦。吉祥寺在住。好きなものは、テレビ番組とお笑い芸人で特にサンドウィッチマンが好き。夫・浩二と2人暮らしで子供はいない。内気な性格で、浩二との仲は良くも悪くもないが、夫に敬語で会話しており自分の意見を言うこともほとんどなく淡々と夫婦生活を送っている。ある日ネットの出会い系サイトを初めて利用し、“30代前半のトモ”としてイサム(裕一)と知り合う。裕一のことを浩二との会話の中や携帯電話のメールの宛先では“田辺さん”と呼び始める。
鈴木里美
演 - 中村映里子
裕一と同棲している恋人。会社員として働いている。しっかり者で面倒見が良い性格で色々と助言したり、収入が不安定な裕一のために毎日2,000円を昼食代兼お小遣いとして渡している。化粧っ気がなく地味な服で過ごしていることが多い。これまでぐうたらな裕一に対して寛容な態度で接してきたが、徐々に不満を募らせる。その後裕一に内緒で伸二と2人きりで会うようになる。
今井伸二
演 - 落合モトキ
裕一の友人。裕一と似たようなチャラい言動をしている。数年前に裕一と里美が付き合うきっかけとなる合コンに一緒に参加したこともあり、後日彼に里美との現在の仲を色々と尋ねる。また裕一が出会い系を使って女性と会ったことに気づく。いつ頃からか里美に好意を寄せ始め、自分と交際するよう言い寄るようになる。
田村修
演 - 駒木根隆介
浩二の部下。浩二と仕事終わりに飲みに行ったりゴルフに出かけるなど親しくしている。恋人にフラれたばかりだが、日常生活で彼女が不満を溜めて徐々に亀裂が生じていたことに気づかず、自身にとっては突然フラれた状態。浩二から「智子は俺にはもったいないくらいの妻だ」という話をよく聞かされている。
根本裕子
演 - 佐藤仁美
智子の妹。現在は母親の介護をしている模様。ある時200万円が必要になり、金を借りに智子夫婦の自宅に訪れる。実家暮らしで、若い頃に実家を出て上京して好きに生きてきた智子に対し心の中で長年不満に思ってきた。
橋本浩二
演 - 平田満
智子の夫。夕食作りなどは夫婦で分担しているため、自身もそこそこ料理は作れる。元々真面目で温厚な性格だが田村が恋人にフラれたことがきっかけで、以前より智子を気遣うようになる。智子の帰宅が時々遅くなり、そのたびに自身に新しい服や市販の食べ物を買って帰るようになり喜ぶ。智子の前でよく田村の話題を口にしているが、実際に彼と会ったことがない妻から「“田村と飲んできた”フリをして本当は女と浮気しているのでは？」と疑われ始める。

### スタッフ（ドラマ）
- 撮影 - 高木風太、四宮秀俊
- 照明 - 木村匡博
- 録音 - 竹内久史
- 美術 - 岩本浩典
- 編集 - 小堀由起子
- 音響効果 - 井上奈津子
- 衣裳 - 纐纈春樹
- ヘアメイク - 望月志穂美
- 助監督 - 窪田祐介
- 制作担当 - 濱松洋一
- ライン・プロデューサー - 原田耕治
- 原作 - PARCOプロデュース『裏切りの街』（作・演出 三浦大輔）
- 音楽 - 桜井芳樹
- 音楽プロデューサー - 日下好明
- 主題歌 - 「ピンクローター｣
- 挿入歌 - 「峯田のピンクローター」銀杏BOYZ／初恋妄℃学園
- 製作総指揮 - 村本理恵子
- エグゼクティブプロデューサー - 柳﨑芳夫
- 企画 - 太田雄子
- プロデューサー - 辻村和也、政岡保宏、澤岳司
- 編成 - 森下正樹、松井純子
- 制作プロダクション - アミューズ 映像製作部／デジタル・フロンティア
- 製作・著作 - BeeTV
- 脚本・監督 - 三浦大輔